# فیلم مسیحی

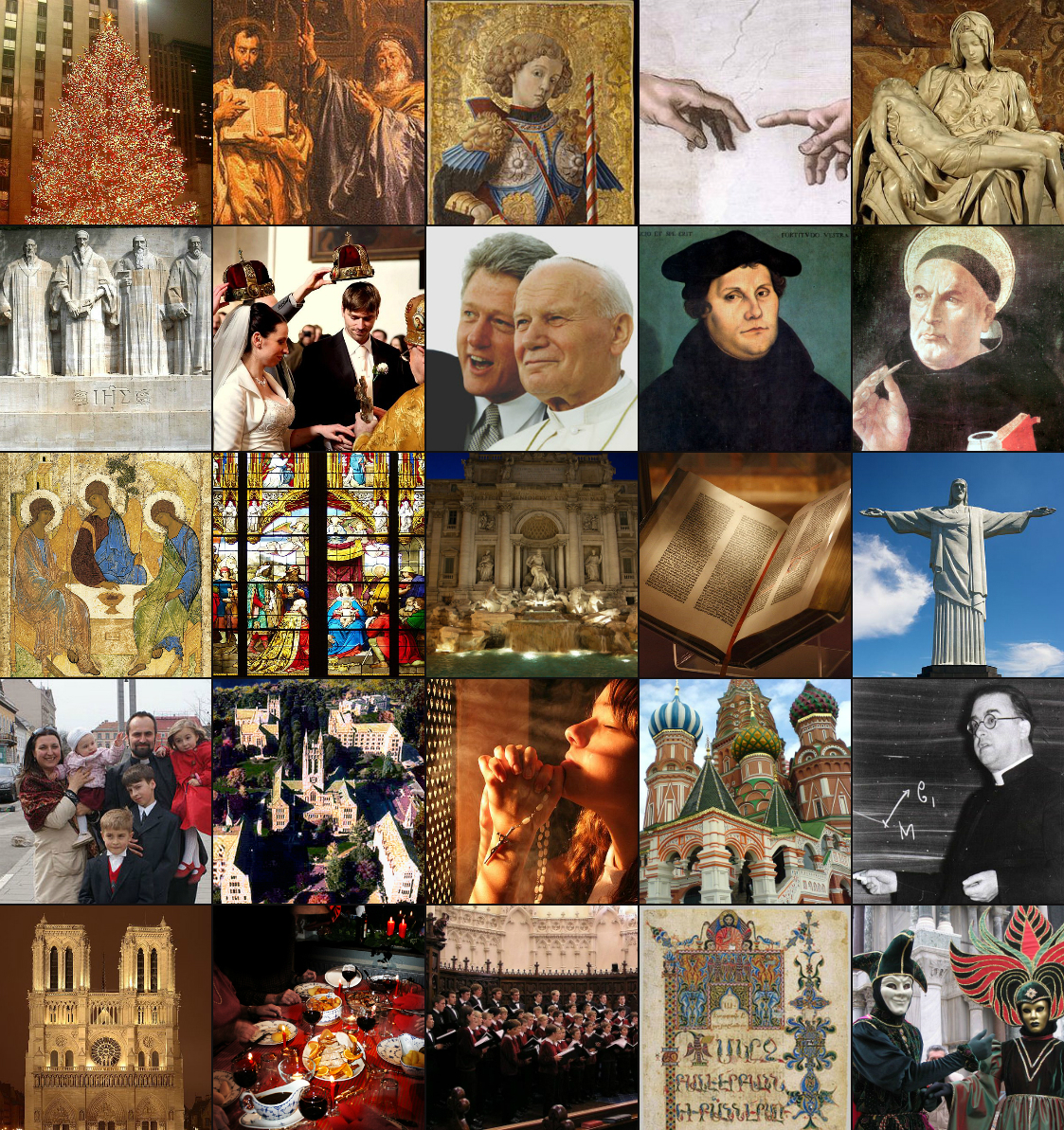
تصاویری مرتبط با مسیحیت

فیلم مسیحی یک چتر واژه است برای فیلم‌هایی که تم، داستان، پیام اخلاقی و انسانی مرتبط با مسیحیت دارند، تولیدات پرفروش و جریان اصلی از فیلم ها با پیام ها یا داستان های انجیلی مانند بن هور (فیلم ۱۹۵۹)، ده فرمان (فیلم ۱۹۵۶)، مصائب مسیح، سرگذشت نارنیا: شیر، کمد و جادوگر و کتاب عیلی جزو صنعت فیلم مسیحی محسوب نمی‌شوند چرا که مخاطبان با باورهای مذهبی خاصی را هدف قرار نداده اند و عمومی هستند.
بسیاری از فیلم های مسیحی توسط مسیحیان در کمپانی‌های مستقل و کوچک با حمایت کلیسا و سازمان‌های مسیحی تولید می‌شوند، با موفقیت چشمگیر فیلم مسیحی ضد حریق که پرفروش‌ترین فیلم مستقل سال ۲۰۰۸ بود و توسط شروود پیکچرز یک کمپانی تولید فیلم مسیحی وابسته و تحت مدیریت کلیسای شروود ساخته شد، تولیدات فیلم مسیحی رواج بیشتری پیدا کرد.